# Majin Devil
Majin Devil (魔人～ＤＥＶＩＬ～?) è un manga, composto da due tankōbon, scritto e disegnato da Oh! great dal 1999 al 2001. È stato pubblicato per la prima volta in Giappone da Kōdansha e in Italia nel 2002 da Star Comics, sui numeri 33 e 34 della rivista Point Break.

## Trama
La trama è costituita due storie parallele che si intrecceranno alla conclusione della storia.
Nel primo Tetsu, un motociclista che si dà ad atti vandalici col suo bōsōzoku, viene attaccato da Whited Vampire, anche detto il Majin [demone], un essere mostruoso e dotato di poteri sovrannaturali che, dopo uno scontro impari, lo uccide. Fortunatamente Tetsu prima di venire letteralmente diviso in due dal mostro, lo morde e ne beve una piccola quantità di sangue, che infetta il suo organismo e lo trasforma in un essere simile al suo assassino, e quindi immortale. Il ragazzo si sveglia così durante il proprio funerale nel forno crematorio, e dopo essersi reso conto delle sue nuove e indesiderate capacità, decide di dare la caccia al Majin per scoprire come tornare a essere completamente umano. Quest'ultimo intanto, stupito dalla forza di volontà della sua vittima infetta col virus anche il suo migliore amico, Satoshi, che sfrutta i poteri acquisiti per uccidere altri esseri umani e infettare la sorella di Tetsu, Satomi. Tetsu si scontra quindi con l'amico per porre fine alla sua follia, e lo uccide tra le lacrime.
Il secondo racconto è ambientato tempo dopo, quando i majin si sono moltiplicati ad un livello elevatissimo, tanto da creare piccole comunità dove cui si riuniscono i demoni dello stesso tipo. Kazuya Idetora detto Dekoppa, un liceale dalla straordinaria intelligenza è, come la gran parte degli esseri umani, ignaro di tutto questo. Tuttavia il suo cervello altamente sviluppato costituisce un importantissimo strumento per i piani di Whited Vampire, che si stabilisce nella testa del ragazzo a sua insaputa, provocandogli una strana cicatrice sulla fronte. Per puro caso la ragazza di cui è innamorato Dekoppa ha una relazione con un altro majin, Naohisa, che ingravida le giovani studentesse per produrre un esercito di demoni-ragno. Il ragazzo lo sconfigge usando solamente la sua astuzia, e diventa così popolare nel mondo dei majin, dai quali verrà ingaggiato per svolgere diverse missioni.
Tetsu e Satomi torneranno per osservare da vicino Dekoppa, che potrebbe risultare pericolosissimo in caso Whited Vampire decidesse di risvegliare la sua forza.

## Volumi
| Nº | Data di prima pubblicazione | Data di prima pubblicazione | Data di prima pubblicazione |
| Nº | Giapponese                  | Giapponese                  | Italiano                    |
| -- | --------------------------- | --------------------------- | --------------------------- |
| 1  | 13 giugno 2001              | ISBN 4-06-334419-3          | 1º agosto 2002              |
| 2  | 15 ottobre 2001             | ISBN 4-06-334466-5          | 10 settembre 2002           |

## Accoglienza
Il Berliner Morgenpost ha espresso disappunto per il manga dopo aver letto il secondo volume affermando: "Peccato solo che la ricerca dell'immortalità e la questione del suo valore nel corso del secondo volume della storia si rivelino essere il risultato e il manga sia abbastanza ruvido e non regge il fascino del primo volume".
Henning Kockerbeck di Splashcomics recensendo il primo volume ha trovato che nonostante l'aspetto sexy e erotico tipico dell'autore, il fanservice risulta contenuto e non interrompe lo svolgimento della storia. Quest'ultima si concentra maggiormente sulle battaglie tra i protagonisti e i loro demoniaci avversari, riuscendo ad andare oltre al solito manga basato sugli scontri. I combattimenti sono mostrati in grande dettaglio e con molto sangue, scene crude e splatter, anche se quest'ultimo risulta non esagerato e non diventa fine a se stesso. Lo stesso recensore trattò anche il secondo volume affermando che poteva confermare la buona impressione data dal primo. Majin Devil offriva un intrattenimento entusiasmante, anche se la serie non si rivelava molto impegnativa e il lettore avrebbe trovato nuovamente scene sexy e violente che però non erano mai fine a se stesse. Trovò inoltre positivo che la serie fosse finita con il secondo numero, in quanto non tutti i mangaka avrebbero resistito alla tentazione di spremere qualche capitolo in più da una buona storia, che con ogni probabilità non sarebbe stata in grado di mantenere la qualità dell'inizio, ma Majin Devil era completo esattamente quando doveva essere.
Nel 2004, il primo volume della serie in Germania è stato inserito nella "Lista degli scritti dannosi per i giovani" e quindi indicizzato dal Bundesprüfstelle für jugendgefährdende Medien (letteralmente "dipartimento federale dei media potenzialmente dannosi per i giovani").